# Sandefjord
Sandefjord ([]ⓘ) es una ciudad y municipio de Noruega, en la provincia de Vestfold. Su centro administrativo es la ciudad de Sandefjord. El municipio se estableció el 1 de enero de 1838 y tiene una población de 45 821 habitantes según el censo de 2015.
Sandefjord ha sido conocido por su tradición ballenera y de astilleros, así como por sus balnearios curativos. Actualmente el turismo es una fuente importante de ingresos.

## Información general

### Nombre
El nombre pertenecía originalmente al fiordo de Sandefjord en noruego: Sandefjordsfjorden. El primer elemento es el caso genitivo del nombre de la parroquia y el antiguo municipio de Sandar.

### Escudo de armas
El escudo de armas data de tiempos modernos. Le fue otorgado el 9 de mayo de 1914. El barco vikingo simboliza al famoso barco de Gokstad, que fue encontrado cerca de Sandefjord en 1880, uno de los barcos vikingos mejor conservados que se conocen. La ballena simboliza el hecho de que a finales del siglo XIX y comienzos del siglo XX Sandefjord era un puerto principal para albergar a los barcos balleneros que trabajaban en los océanos del sur.

## Historia

### El barco vikingo Gokstad
Uno de los más importantes vestigios de la era vikinga fue hallado en el sitio funerario de Gokstadhaugen (colina de Gokstad) en Sandefjord. El barco de Gokstad fue excavado por Nicolay Nicolaysen y está ahora en el Museo de barcos vikingos de Oslo. El Viking, réplica exacta del barco Gokstad, cruzó el océano Atlántico desde Bergen para ser exhibido en la Exposición Mundial Colombina de Chicago durante 1893. Una réplica  del barco Gokstad, llamada Gaia, está ubicada hoy en Sandefjord. Entre otras réplicas conocidas está la de Munin (réplica a escala media), localizada en Vancouver, Canadá.

### Balneario y lugar de recreación
Sandefjord era anteriormente un famoso balneario y lugar de vacaciones, con varios tipos de baños para el mejoramiento de la salud. Entre otros había baños de agua salada de mar, y baños de barro y azufre. Entre sus visitantes más importantes están la realeza, un primer ministro, y algunos de las personalidades culturales más importantes de Noruega. Alrededor de 50,000 personas, la mayoría noruegos, visitaron los baños desde 1837 hasta 1939. Hoy las instalaciones del balneario han sido restauradas y ahora son sede de eventos culturales y diversas actividades.

### Barcos y caza de ballenas

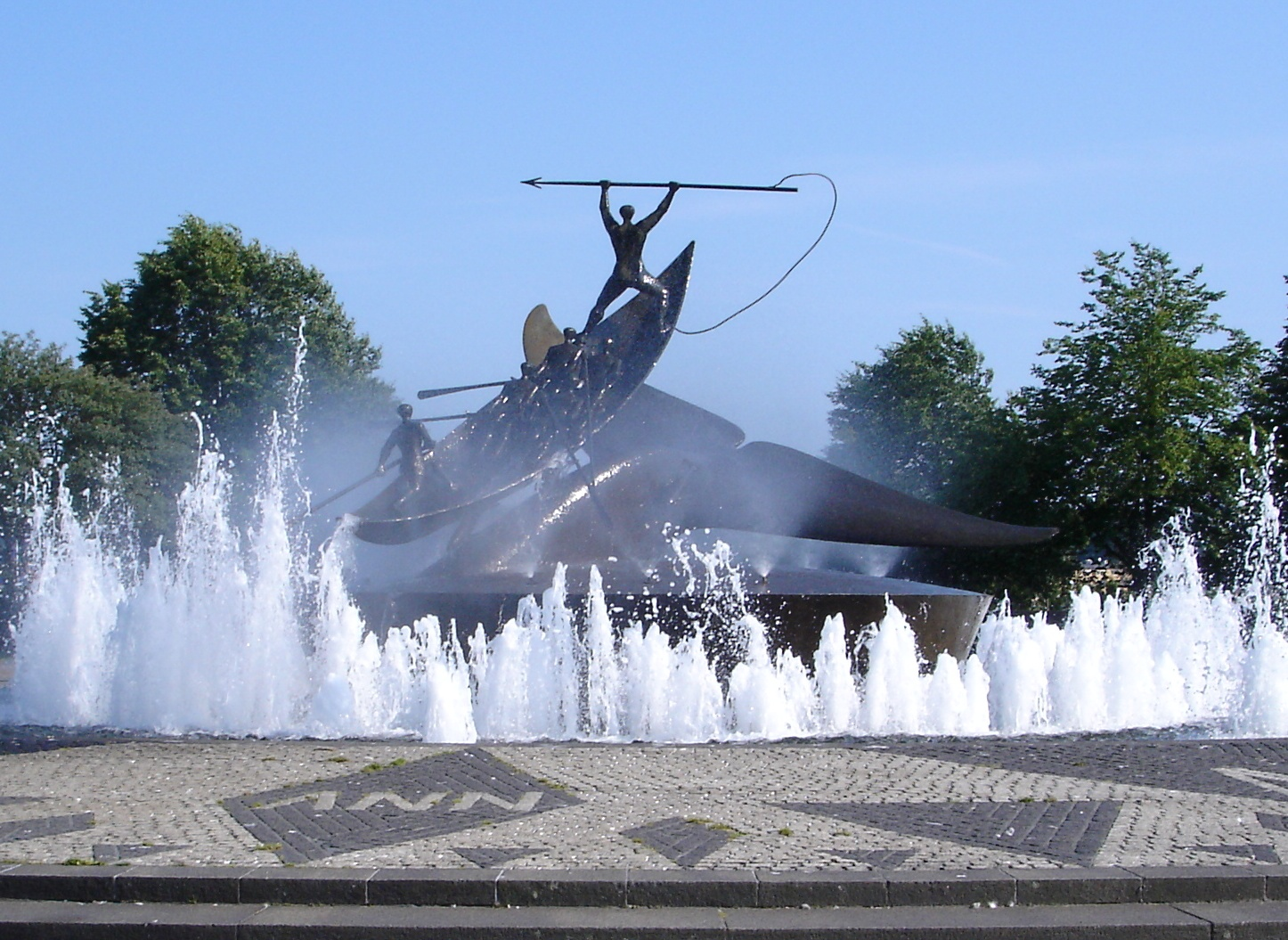
Monumento a la caza de ballenas, de Knut Steen (1961).

Desde 1850, muchos barcos de Sandefjord estuvieron cazando ballenas y focas en el Océano Ártico y a lo largo de la costa de Finnmark. La primera expedición de caza de ballenas de Sandefjord al Océano Antártico fue enviada en 1905. Hacia finales de la década de 1920, Sandefjord tenía una flota de 15 barcos de procesamiento de pescado y más de 90 buques balleneros. En 1954, más de 2 800 hombres del distrito fueron contratados como tripulantes en barcos balleneros, pero desde mediados de la década de 1950 la caza de ballenas se redujo gradualmente. El número de expediciones hacia el sur decreció rápidamente durante la década de 1960, y la temporada de 1967/68 fue la última para Sandefjord. La industria naviera se reajustó gradualmente de la caza de ballenas a otros tipos de barcos durante este periodo. Las empresas locales Framnæs Mekaniske Værksted y Jotun Group Private Ltd. tuvieron un papel predominante en este negocio.
Hoy, las memorias de este importante periodo de la historia de la ciudad se mantienen vivas a través del museo de la caza de ballenas (Hvalfangstmuseet). Este museo es el único en Europa especializado en ballenas y en la historia de la caza de esos animales. La historia de los cazadores de ballenas también puede ser explorada en el Muelle del Museo con una visita a bordo del ballenero Southern Actor.
Sandefjord también tiene tradición de construcción de barcos de vela y de vapor. El barco de vela Christian Radich, la goleta de tres mástiles Endurance, el ballenero Jason y la réplica del barco vikingo Viking son unos pocos de los muchos barcos construidos por la Framnæs Mekaniske Værksted.

## Geografía

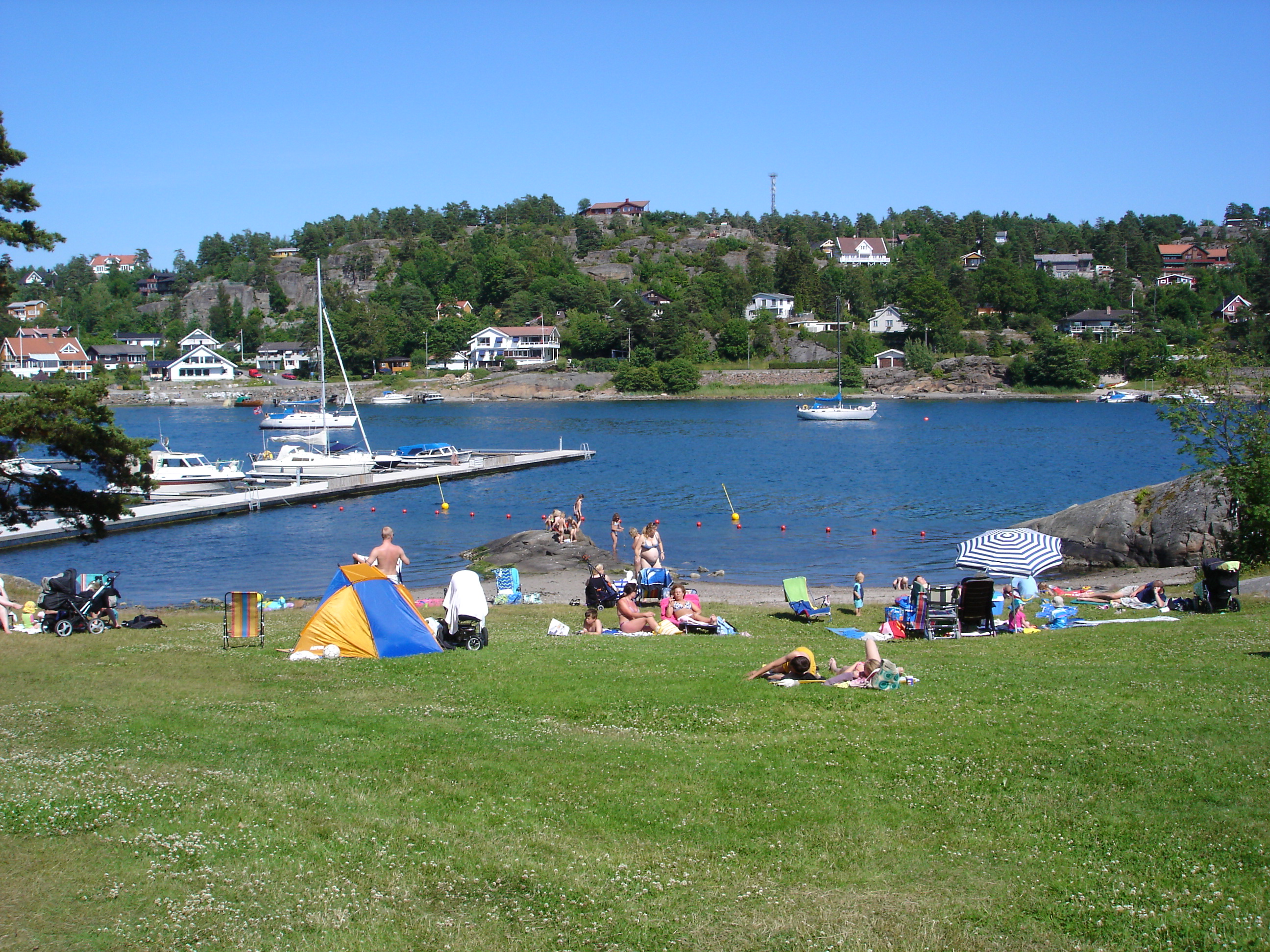
Playa de Tangen.

Las dos penínsulas llamadas Østerøya ("Isla del Este") y Vesterøya ("Isla del Oeste") suman un total en línea costera de 146 km, y forman el fiordo de Sandefjordsfjord y el de Mefjord. La línea costera tiene una amplia variedad de playas de arena, escollos, e islotes (116 en total), junto con bahías y rocas empinadas.
Del área total de Sandefjord, 37.7 km² están dedicados a la agricultura y 36.2 km² son de bosque. Los pueblos más cercanos son Tønsberg y Larvik. Una pequeña parte de Sandefjord (la granja Himberg) es un exclave dentro de las fronteras del municipio de Larvik.

### Paisaje del pueblo
Sandefjord tienen una buena selección de restaurantes y cafeterías. De acuerdo con la renombrada guía de restaurantes Salt & Pepper, en Sandefjord está el que es posiblemente el mejor restaurante gourmet de Noruega, localizado en un edificio moderno cerca del puerto. También localizada en el puerto está la pescadería, conocida por la excelente calidad de sus productos y su delicatessen. El centro de la ciudad de Sandefjord es un atractivo turístico y está compuesto por una mezcla de edificios modernos y antiguos y una amplia selección de tiendas.
El monumento a la caza de ballenas está localizado al final de la calle principal de la ciudad, Jernbanealléen, en el puerto. Muy cerca de ahí está un restaurante llamado Kokeriet, uno de los pocos lugares donde se sirve regularmente carne de ballena.

## Economía
Sandefjord es la sede de la compañía productora de pintura Jotun, la cervecería Grans Bryggeri, la fábrica de chocolate Hval Sjokoladefabrikk, la compañía de ingeniería Ramboll Oil & Gas, al igual que tres de las más grandes tiendas en línea de Noruega Komplett.no, mpx.no, y netshop.no.

## Transporte
El aeropuerto de Sandefjord-Torp está localizado en el municipio. Por medio de transbordadores, la ciudad se une con Strömstad, en Suecia. La estación de ferrocarril del aeropuerto de Sandefjord forma parte de la línea ferroviaria Vestfoldbanen. La ruta europea E18 atraviesa el municipio.

## Cultura y deporte
El club de fútbol local, el Sandefjord Fotball, juega en la Tippeligaen. El equipo de balonmano Sandefjord TIF Handball ganó la Liga de primera división masculina en la temporada 2005-06. Marius Bakken es un exitoso atleta de media distancia. Otros clubes deportivos locales incluyen el IL Runar y el Sandefjord TIF.